# Camporotondo di Fiastrone

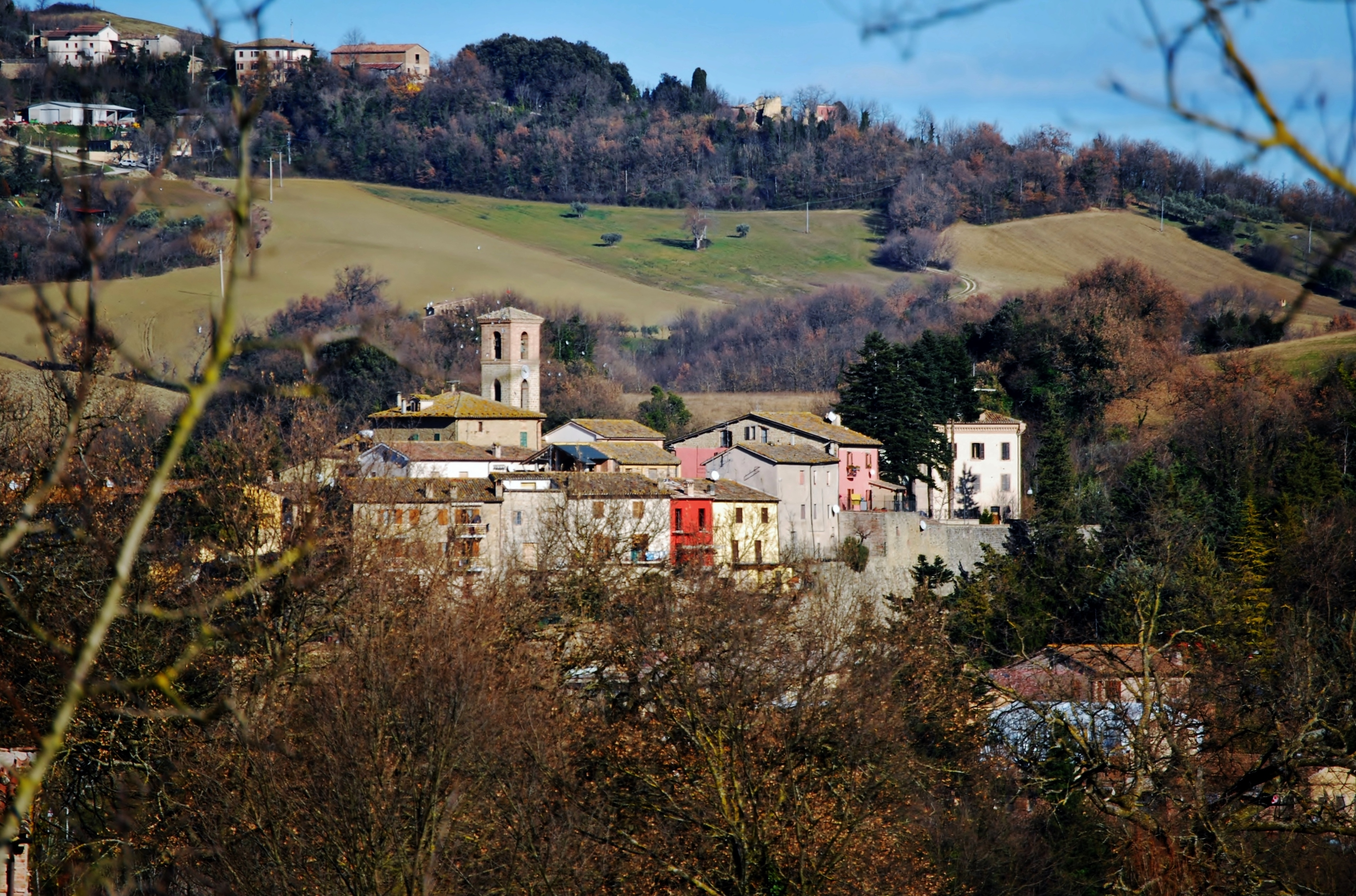
Blick auf Camporotondo di Fiastrone

Camporotondo di Fiastrone (bis 1863 einfach Camporotondo) ist eine italienische Gemeinde (comune) in der Provinz Macerata in den Marken. Sie hat 472 Einwohner (Stand 31. Dezember 2023) und liegt etwa 24 Kilometer südwestlich von Macerata am Fiastrone und gehört zur Comunità montana dei Monti Azzurri.